# أوين لويس
أوين لويس (بالإنجليزية: Owen Lewis)‏ (و. 1532 – 1595 م) هو دبلوماسي، وقسيس ويلزي، توفي في روما، عن عمر يناهز 63 عاماً.

## مناصب
تولى منصب أسقف كاثوليكي.